# Terre d'exil
Roman sur les Royaumes oubliés
Terre d'exil est le titre en français du roman Exile de R.A. Salvatore basé sur le monde imaginaire des Royaumes oubliés.
Ce roman a été publié partiellement par Fleuve noir en 1994, puis par Milady en édition intégrale : en grand format en 2008, puis en format poche en 2009.

## Synopsis
Désormais chassé par les drows de Menzoberranzan dont sa propre famille, Drizzt Do'Urden erre dans les sombres couloirs de l'Ombreterre, avec pour seule compagnie Guenhwyvar, sa fidèle panthère magique.